# Hełmówka grzybówkowa

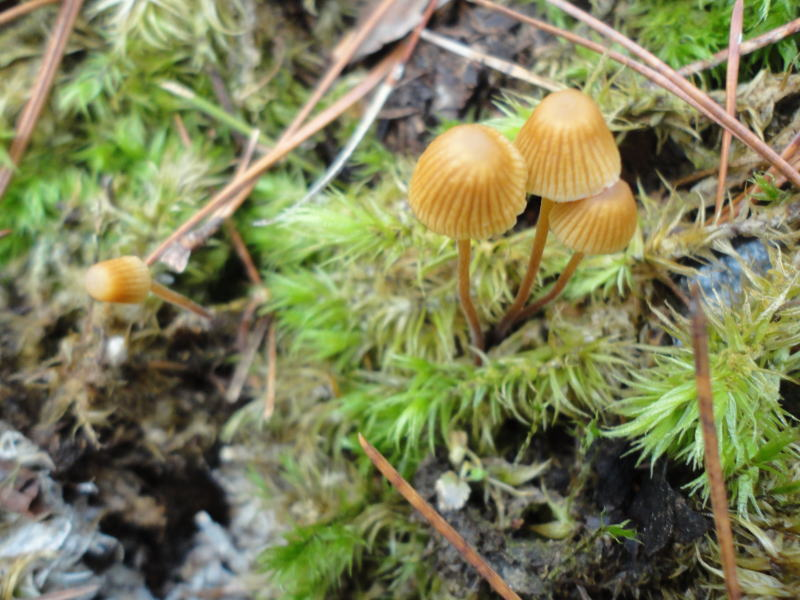

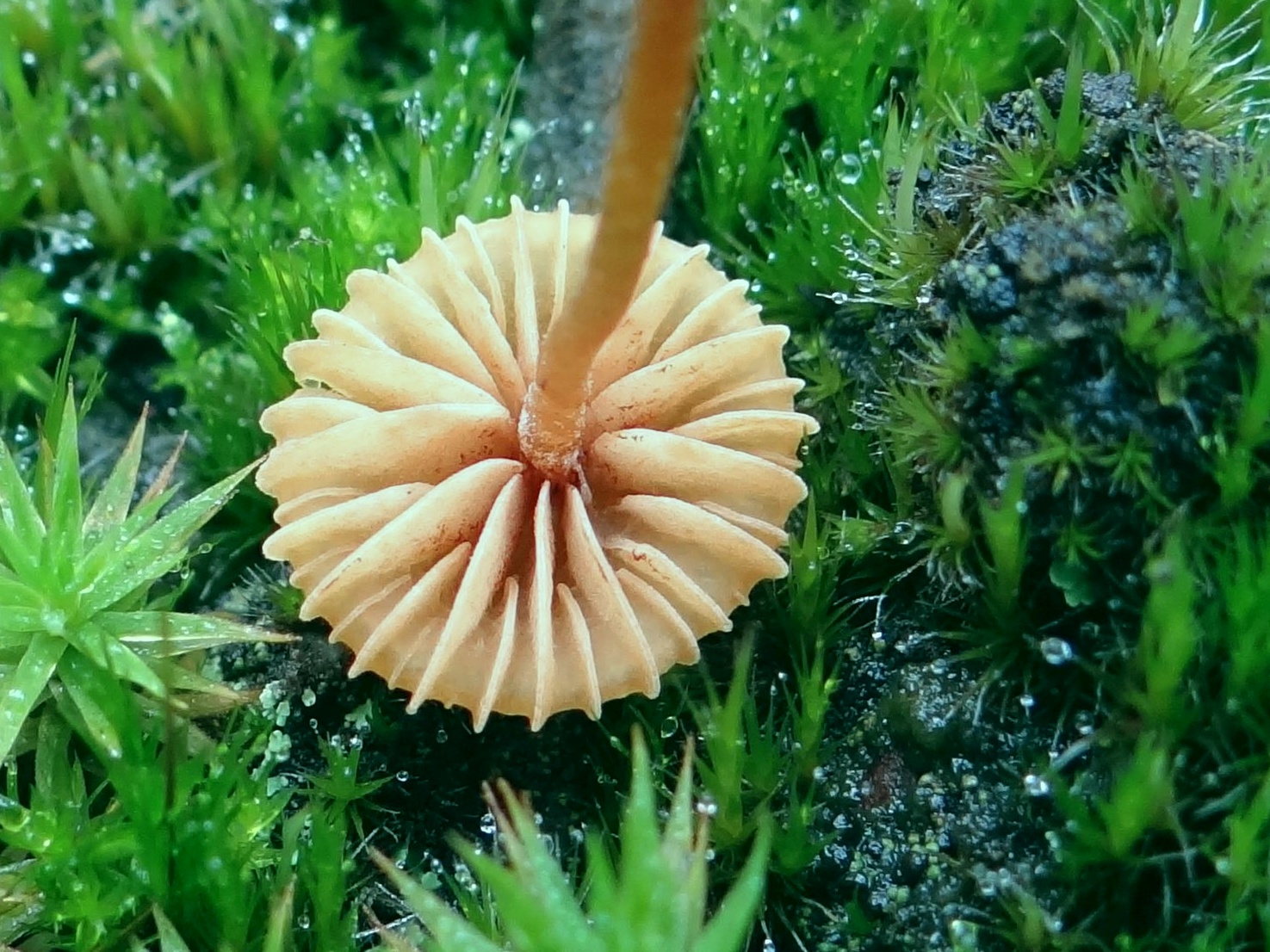

Hełmówka grzybówkowa (Galerina pumila (Pers.) Singer) – gatunek grzybów należący do rodziny podziemniczkowatych (Hymenogastraceae).

## Systematyka i nazewnictwo
Pozycja w klasyfikacji według Index Fungorum: Galerina, Hymenogastraceae, Agaricales, Agaricomycetidae, Agaricomycetes, Agaricomycotina, Basidiomycota, Fungi.
Po raz pierwszy takson ten zdiagnozował w 1801 roku Christiaan Hendrik Persoon, nadając mu nazwę Agaricus pumilus. Obecną, uznaną przez Index Fungorum nazwę, nadał mu w 1961 roku Rolf Singer. Synonimy:
- Agaricus mycenopsis Fr. 1818
- Agaricus pumilus Pers. 1801
- Derminus pumilus (Pers.) J. Schröt. 1889
- Galera mycenopsis (Fr.) Quél. 1872
- Galera pumila (Pers.) J. Favre 1955
- Galera pumila f. oreina J. Favre 1955
- Galerina moelleri var. oreina (J. Favre) A.H. Sm. & Singe 1964
- Galerina mycenopsis (Fr.) Kühner 1935
- Galerina pumila var. subalpina A.H. Sm. 1964
- Pholiota pumila (Pers.) Gillet 1876
- Pholiota pumila var. subferruginea F.H. Møller & J.E. Lange 1938

Nazwę polską nadał Stanisław Domański w 1955 r. Władysław Wojewoda w 2003 r. nadał nazwę hełmówka drobna, ale jest to nazwa błędna, istnieje już bowiem inny gatunek o tej nazwie – hełmówka drobna (Galerina nana) (tę nazwę również nadał W. Wojewoda).

## Morfologia
Kapelusz
Średnica 0,8–2 cm, u młodych owocników stożkowy, potem rozszerzający się, w końcu łukowaty z garbkiem. Jest prążkowany do połowy promienia, o barwie od żółtobrązowej do rdzawobrązowej, przy brzegu jaśniejszy. Na brzegu młodych owocników czasami widoczne są białe pozostałości osłony.
Blaszki
Rzadkie lub średniogęte, początkowo bladożółte, potem rdzawe lub żółtobrązowe.
Trzon
Wysokość 2–8 cm, grubość 1–3 mm, walcowaty, początkowo pełny, potem pusty. Powierzchnia żółtobrązowa i nieco szorstka od pozostałości osłony, zwłaszcza w górnej części. Brak pierścienia.
Cechy mikroskopowe
Wysyp zarodników blado-ochrowo-beżowy. Podstawki 4-sterygmowe. Cheilocystydy prawie cylindryczne, wąskie i długie, często pogięte, o końcach w różnym stopniu nabrzmiałych. Zarodniki elipsoidalne do migdałowatych, prawie idealnie gładkie, o rozmiarach 10–13,5 × 5–7 μm.

## Występowanie i siedlisko
Hełmówka grzybówkowa w Europie jest szeroko rozprzestrzeniona. Podano także jej stanowiska w dwóch rejonach Kanady. W piśmiennictwie naukowym na terenie Polski podano liczne stanowiska.
Saprotrof. Siedlisko: lasy iglaste, liściaste i mieszane. Rośnie na ziemi wśród mchów i porostów, często także na wrzosowiskach i porośniętych mchami kwaśnych łąkach, zwłaszcza wśród mchów Hylocomium, Dicranum, Ptilidium, Polytrichum i Racomitrium.